# Наревски национален парк
Наревският национален парк (на полски: Narwiański Park Narodowy) е един от 23-те национални парка в Полша. Разположен е в североизточната част на страната, на територията на Подляско войводство. Парковата администрация се намира в село Курово.
Създаден е на 1 юли 1996 година, с наредба на Министерския съвет. Заема площ от 7 350 хектара. Около него е създадена буферна зона с площ 15 408 хектара. Обхваща терени от долината по горното течение на река Нарев.

## Фотогалерия
- Сградата на парковата администрация в Куро̀во
- Разлив на Нарев при село Женджя̀ни
- Нарев при село Ванѐво
- Наблюдателна кула при Ванево
- Разлив при Курово